# Holte IF
Holte IF est un club sportif danois avec plusieurs sections :
- handball masculin
- volley-ball féminin[1]
- volley-ball masculin